# Rolf Bergh
Rolf Bergh, född 11 februari 1919 i Forshem, Skaraborgs län, död 2 november 2005 i Täby, Stockholms län, var en svensk arkitekt. 
Bergh kom att utmärka sig som "kyrkoarkitekt". Han ledde flera restaureringar av äldre kyrkor, bland annat Mariestads domkyrka (1955), Älvros nya kyrka (1957) och Skellefteå landsförsamlings kyrka (1964). Som arkitekt intresserade han sig speciellt för själva kyrkorummet, och dess gestaltning utifrån liturgiska utgångspunkter. Hans första egna kyrkobyggnader kom främst att vara byggda i tegel och betong. Exempel på dessa är Friggeråkers kyrka (1955), Sankt Botvids kyrka i Oxelösund (1957), Allhelgonakyrkan i Ljungsbro (1962), Sankta Birgitta kyrka i Stockholm (1962) och Aspeboda kyrka (1963). 
Under 1960-talet utformade han tillsammans med Sigtunastiftelsens Olov Hartman en typ av flyttbar/monteringsbar så kallad vandringskyrka; studiokyrkan. Studiokyrkan skulle både kunna flyttas, och enkelt möbleras om invändigt för att användas av olika liturgier, därav namnet. Den första av dessa byggdes 1966 på Munkholmen i Sigtuna. Dessa prefabricerade träkyrkor, som byggdes på flera platser runt om i landet, kom att ha i stort samma utformning och exteriöra utseende. Exempel på dessa är Vendelsö kyrka i Haninge (1967), Resarö kapell i Vaxholm (1968), Viksjö kyrka i Järfälla (1971), Sankta Anna kyrka i Ramsberg (1972) och Hällabrottets kyrka i Kumla (1974).

## Byggnadsverk i urval

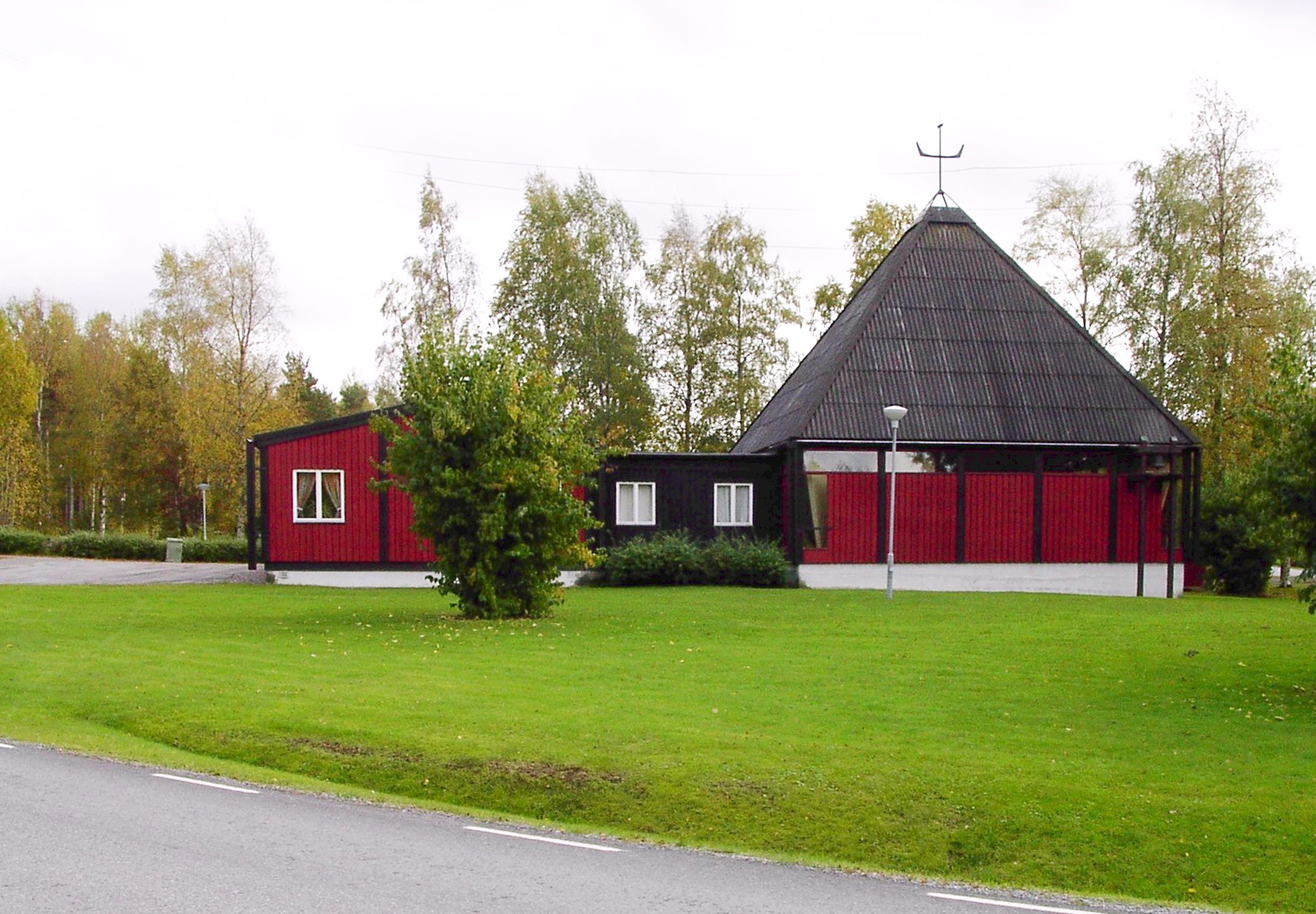
Sankta Anna kyrka i Stråssa, Ramsberg

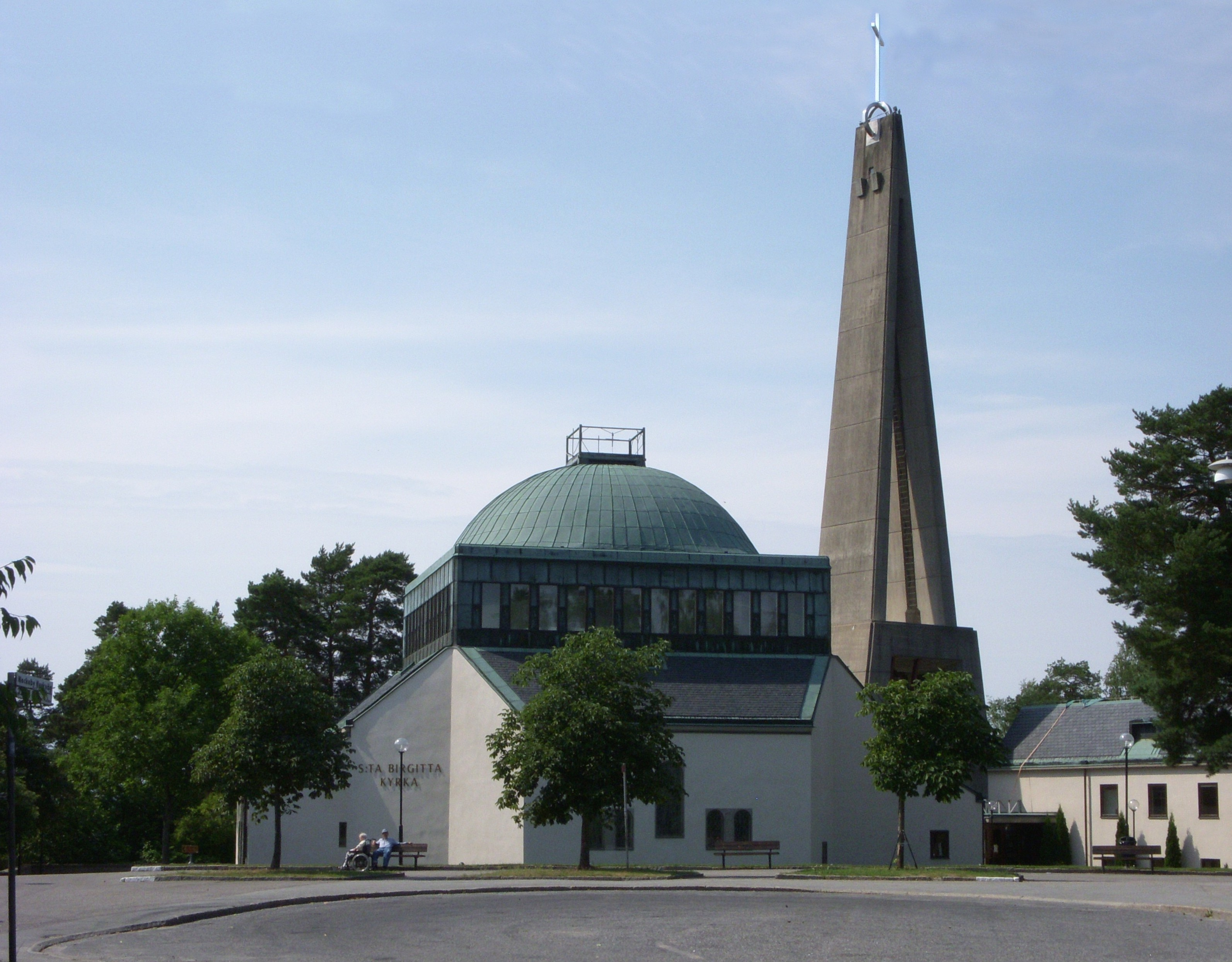
Sankta Birgitta kyrka i Nockeby, Stockholm

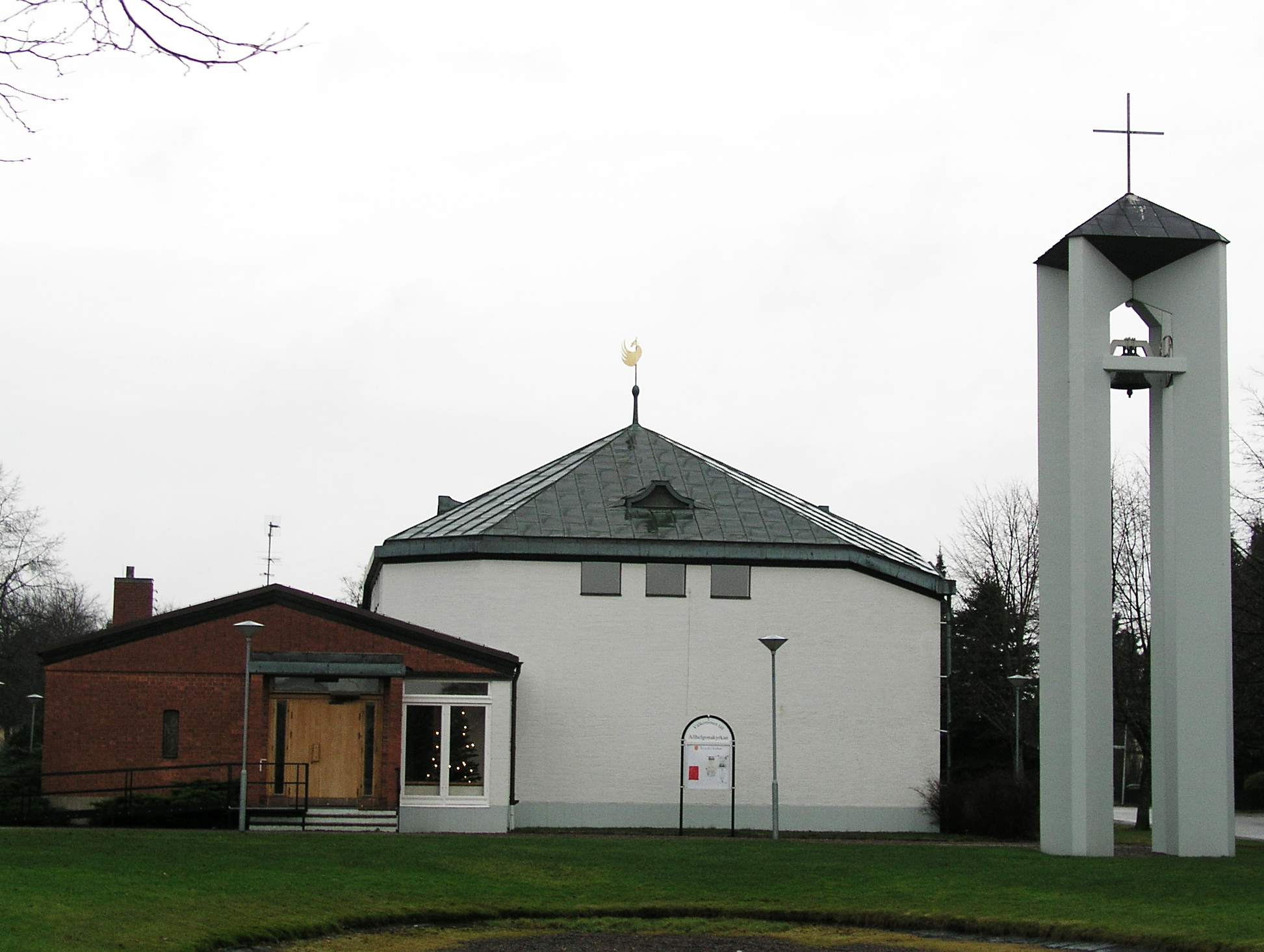
Allhelgonakyrkan i Ljungsbro

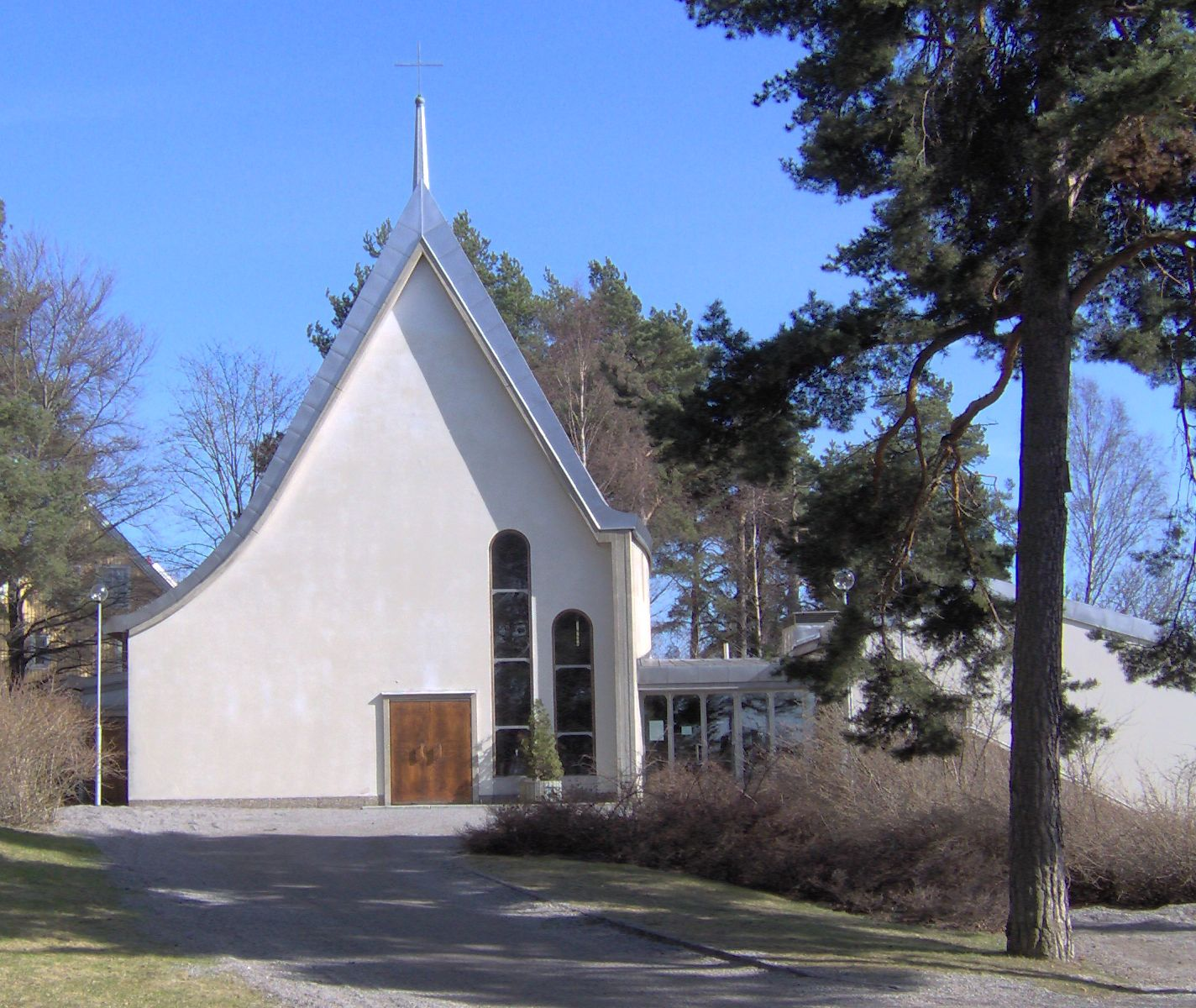
Alla Helgons kyrka i Södertälje.

- Stenkyrka kyrka, Gotland, restaurering (1954-55)
- Friggeråkers kyrka, Västergötland (1955)
- Mariestads domkyrka, Mariestad, Västergötland, restaurering (1955)
- Älvros nya kyrka, Älvros, Härjedalen, restaurering (1957)
- Sankt Botvids kyrka, Oxelösund, Södermanland (1957)
- Alla Helgons kyrka, Södertälje, Södermanland (1962)
- Allhelgonakyrkan, Ljungsbro, Östergötland (1962)
- Sankta Birgitta kyrka, Stockholm, Uppland (1962)
- Aspeboda kyrka, Aspeboda, Dalarna (1963)
- Skellefteå landsförsamlings kyrka, Skellefteå, Västerbotten, restaurering (1964)
- Byttorpskyrkan, Borås, Västergötland (1965)
- Vists kyrka, Östergötland (1965)
- Hagby kyrka, Småland, restaurering (1965-68)
- Olov Hartmans studiokyrka, Sigtuna (1966)
- Vendelsö kyrka, Haninge kommun, Södermanland (1967)
- Resarö kapell, Vaxholm, Uppland (1968)
- Norrtälje kyrka, Norrtälje, Uppland, restaurering (1968)
- Segeltorps kyrka, Huddinge kommun, Södermanland, tillbyggnad (1969)
- Broängskyrkan, Tumba, tillbyggnad (1970)
- Viksjö kyrka, Järfälla kommun, Uppland (1971, ursprungligen 1968 på annan plats. Ersattes av ny kyrka på annan plats 2005.)
- Rudboda kyrka, Lidingö (1972)
- Sankt Matteus kyrka, Skövde, Västergötland (1972)
- Sankta Anna kyrka, Ramsberg, Västmanland (1972)
- Tungelsta kyrka, Haninge, Södermanland (1973)
- Hällabrottets kyrka, Kumla (1974, ursprungligen på annan plats 1969)
- Säby kyrka, Salem, Södermanland (1974)
- Nådens kapell, Färjestaden, Öland (1976)
- Sigtunastiftelsens kyrka, Sigtuna (1977)
- Stockslyckekyrkan, Alingsås, Västergötland (1977)
- Heliga Trefaldighets kyrka, Gävle, renovering (1970-talet)
- Risbrokyrkan, Fagersta (1979)
- Järpens kapell, Jämtland (1980)
- Näsbyparks kyrka, Täby, Uppland (1980)
- Ekebyhovskyrkan, Ekerö, Uppland (1980)
- Umeå stads kyrka, restaurering (1984)
- Figeholms kyrka, Småland, restaurering (1985)
- Gränna kyrka, restaurering (1988)
- Heliga Ljusets kyrka, Östersund (1988)
- Sankt Nikolai kyrka, Linköping (1990)